# Літні Паралімпійські ігри 2020
XVI Літні Паралімпійські ігри (яп. 2020年夏季パラリンピック会, англ. 2020 Summer Paralympics) — 16-ті паралімпійські ігри, що проходять у Токіо з 24 серпня по 5 вересня 2021 року, та є міжнародною багатопрофільною подією для спортсменів з обмеженими фізичними можливостями, якою керує Міжнародний паралімпійський комітет. Місце проведення ігор було визначене 7 вересня 2013 року. Токіо приймає Паралімпійські ігри вдруге після проведення ігор 1964 року. Було розіграно 539 комплектів нагород у 22 різних видах спорту.
Ігри повинні були відбутися між 25 серпня та 6 вересня 2020 року, проте 24 березня того ж року Міжнародний олімпійський комітет й Оргкомітет Токіо офіційно оголосили, що Паралімпійські ігри 2020 будуть перенесені на наступний рік через пандемію COVID-19, але назва залишиться та ж сама.
До програми Паралімпійських ігор 2020 буде включено бадмінтон та тхеквондо, які замінять плавання під вітрилами та футбол 7x7.
20 березня 2021 року стало відомо, що іноземні вболівальники не будуть допущені на Олімпійські та Паралімпійські ігри в Токіо.

## Вибір місця проведення
Місце проведення було вибране 7 вересня 2013 року на 125-ій сесії МОК шляхом таємного голосування членів організації. У першому турі Токіо зайняло перше місце, а Стамбул і Мадрид отримали однакову кількість голосів, у зв'язку з чим було проведене переголосування, після якого до другого туру разом із Токіо вийшов Стамбул. У другому турі Токіо здобуло більше голосів, ніж Стамбул, і отримало право проведення літніх Олімпійських ігор 2020.
- Іспанія, Мадрид (1 червня 2011)
- Туреччина, Стамбул (7 липня 2011)
- Японія, Токіо (16 липня 2011)

| Місто   | Раунд 1 | Другий тур | Раунд 2 |
| ------- | ------- | ---------- | ------- |
| Мадрид  | 26      | 45         | —       |
| Стамбул | 26      | 49         | 36      |
| Токіо   | 42      | —          | 60      |

## Підготовка

### Транспорт
Напередодні церемонії закриття літніх Паралімпійських ігор 2016 року губернаторка Токіо Юріко Коїке виступила за те, щоб місто покращило свою доступність для людей з інваліндістю. Коїке назвала вузькі проїзди без тротуарів та будівлі, побудовані з вузькими дверними отворами та низькими стелями, проблемами, які необхідно подолати, а також закликала до переходу на підземні лінії електропередач задля сприяння розширенню доріг.

### Волонтери
У вересні 2018 року було відкрито доступ для подання заявок на волонтерсто в Олімпійських та Паралімпійських іграх. До січня 2019 року надійшла 186 101 заявка. Співбесіди для відбору потенційних волонтерів розпочалися у лютому 2019 року, а навчання пройшло у жовтні 2019 року. Волонтери, що знаходяться у закладах отримали імена «Польовий каст» (англ. Field Cast), а волонтери у місті — «Міський каст» (англ. City Cast). Ці імена були обрані з короткого списку з чотирьох із 149 оригінальних пар імен. Інші назви, що увійшли до шорт-листа: «Сяючий блакитний» (англ. Shining Blue) та «Сяючий блакитний Токіо» (англ. Shining Blue Tokyo); «Ігровий якір» (англ. Games Anchor) та «Міський якір» (англ. City Anchor) та «Ігрові сила» (англ. Games Force) та «Міська сила» (англ. City Force). Імена були обрані людьми, що подали заявку на волонтерство на іграх.

### Медалі
Дизайн медалей літніх Паралімпійських ігор 2020 був редставлений 25 серпня 2019 року. Як і олімпійські медалі, вони виготовляються з перероблених металів, які були отримані за програмою переробки електронних відходів. Медалі мають дизайн, натхненний традиційними складними віялами, що символізують спільний досвід Паралімпіади. Сектори, що містять текстуровані зони, візуально та тактильно зображують скелі, квіти, дерево, листя та воду, які символізують геологію Японії. Сторона із зображенням вболівальника символізує єдність паралімпійських спортсменів. Аверс медалі містить нетекстуровану версію візерунка віяла, паралімпійську емблему та написи шрифтом Брайля. Щоб допомогти людям з вадами зору, краї та стрічки медалей містять один, два або три кругових відступи та силіконові опуклі крапки для золотих, срібних та бронзових медалей відповідно, щоб їх можна було легко ідентифікувати на дотик.

### Вплив COVID-19
Літні Олімпійські ігри 2020 року в основному проходили без глядачів через пандемію COVID-19 в Японії та надзвичайний стан у Токіо, який був оголошений прем'єр-міністром Йосіхіде Суґою, хоча події в деяких регіонах можна проводити з глядачами до 10,000 осіб або заповненістю місць до 50 %. Спочатку декларація про надзвичайний стан діяла з 12 липня по 22 серпня 2021 року (завершувалася за два дні до церемонії відкриття Паралімпійських ігор). Проте 2 серпня Суґа оголосив, що надзвичайний стан у місті буде продовжено до 31 серпня у зв'язку з погіршенням показників зараження.
Нові щоденні випадки в Токіо досягли понад 4,000 до 11 серпня 2021 року. Передбачалося, що глядачів не допускатимуть на майданчики в Токіо та інших постраждалих регіонах, як це відбувалося на Олімпіаді. Організатори обговорили інші варіанти присутності глядачів на іграх, наприклад, запросити учнів місцевих шкіл відвідати заходи (програма, яка також використовувалася під час Олімпіади, і значною мірою була зменшена через пандемію). Пізніше було підтверджено, що глядачів на місцях у префектурах Токіо, Тіба та Сайтама не буде. 19 серпня 2021 року надзвичайний стан було продовжено до 12 вересня.
20 серпня 2021 року було оголошено, що протоколи біозахисту, які застосовувалися під час Олімпійських ігор, будеть поширені й на Паралімпіаду через підвищену вразливість спортсменів до COVID-19.

## Змагання
- Стрільба з лука
- Легка атлетика
- Бочче
- Параканое
- Велоспорт
  -  Шосейні гонки
  -  Велогонки на треку
- Кінний спорт
- Футбол (5 x 5)
- Голбол
- Дзюдо
- Паратріатлон
- Пауерліфтинг
- Гребля
- Стрільба
- Плавання
- Настільний теніс
- Волейбол
- Баскетбол
- Фехтування
- Регбі
- Теніс
- Бадмінтон
- Тхеквондо

## Календар
Попередній розклад Паралімпійських ігор 2020 був оголошений 19 жовтня 2018 року та остаточно затверджений 13 серпня 2019 року. У 2020 році Ігри мали відбутися з 25 серпня по 10 вересня, але у 2021 році з метою збереження однакових днів тижня початок подій був перенесений на один день.
Дата й час зазначені у JST (UTC+9)
| ЦВ | Церемонія відкриття | ● | Попередні змагання в дисциплінах | 1 | Розіграш медалей у дисциплінах | ЦЗ | Церемонія закриття |

| Серпень/Вересень2021        | Серпень/Вересень2021        | 24 Вів | 25 Сер | 26 Чет | 27 П'ят | 28 Суб | 29 Нед | 30 Пон | 31 Вів | 1 Сер | 2 Чет | 3 П'ят | 4 Суб | 5 Нед | Дисципліни        |
| --------------------------- | --------------------------- | ------ | ------ | ------ | ------- | ------ | ------ | ------ | ------ | ----- | ----- | ------ | ----- | ----- | ----------------- |
| Церемонії                   | Церемонії                   | ЦВ     |        |        |         |        |        |        |        |       |       |        |       | ЦЗ    | Н/Д               |
| Стрільба з лука             | Стрільба з лука             |        |        |        | ●       | 1      | 1      | 2      | 2      |       | 1     | 1      | 1     |       | 9                 |
| Легка атлетика              | Легка атлетика              |        |        |        | 13      | 16     | 19     | 17     | 21     | 17    | 18    | 18     | 24    | 5     | 168               |
| Бадмінтон                   | Бадмінтон                   |        |        |        |         |        |        |        |        | ●     | ●     | ●      | 7     | 7     | 14                |
| Бочче                       | Бочче                       |        |        |        |         | ●      | ●      | ●      | ●      | 4     | ●     | ●      | 3     |       | 7                 |
| Велоспорт                   | Шосе                        |        |        |        |         |        |        |        | 19     | 6     | 5     | 4      |       |       | 51                |
| Велоспорт                   | Трек                        |        | 4      | 5      | 5       | 3      |        |        |        |       |       |        |       |       | 51                |
| Кінний спорт                | Кінний спорт                |        |        | 3      | 2       | ●      | 1      | 5      |        |       |       |        |       |       | 11                |
| Футбол (5x5)                | Футбол (5x5)                |        |        |        |         |        | ●      | ●      | ●      |       | ●     |        | 1     |       | 1                 |
| Голбол                      | Голбол                      |        | ●      | ●      | ●       | ●      | ●      | ●      | ●      | ●     | ●     | 2      |       |       | 2                 |
| Дзюдо                       | Дзюдо                       |        |        |        | 4       | 4      | 5      |        |        |       |       |        |       |       | 13                |
| Параканое                   | Параканое                   |        |        |        |         |        |        |        |        |       | ●     | 4      | 5     |       | 9                 |
| Паратріатлон                | Паратріатлон                |        |        |        |         | 4      | 4      |        |        |       |       |        |       |       | 8                 |
| Пауерліфтинг                | Пауерліфтинг                |        |        | 4      | 4       | 4      | 4      | 4      |        |       |       |        |       |       | 20                |
| Гребля                      | Гребля                      |        |        |        | ●       | ●      | 4      |        |        |       |       |        |       |       | 4                 |
| Стрільба                    | Стрільба                    |        |        |        |         |        |        | 3      | 2      | 2     | 1     | 2      | 2     | 1     | 13                |
| Волейбол                    | Волейбол                    |        |        |        | ●       | ●      | ●      | ●      | ●      | ●     | ●     | ●      | 1     | 1     | 2                 |
| Плавання                    | Плавання                    |        | 16     | 14     | 14      | 14     | 13     | 15     | 14     | 15    | 15    | 16     |       |       | 146               |
| Настільний теніс            | Настільний теніс            |        | ●      | ●      | ●       | 5      | 8      | 8      | ●      | ●     | 5     | 5      |       |       | 31                |
| Тхеквондо                   | Тхеквондо                   |        |        |        |         |        |        |        |        |       | 2     | 2      | 2     |       | 6                 |
| Баскетбол                   | Баскетбол                   |        | ●      | ●      | ●       | ●      | ●      | ●      | ●      | ●     | ●     | ●      | 1     | 1     | 2                 |
| Фехтування                  | Фехтування                  |        | 4      | 4      | 2       | 4      | 2      |        |        |       |       |        |       |       | 16                |
| Регбі                       | Регбі                       |        | ●      | ●      | ●       | ●      | 1      |        |        |       |       |        |       |       | 1                 |
| Теніс                       | Теніс                       |        |        |        | ●       | ●      | ●      | ●      | ●      | 1     | 1     | 2      | 2     |       | 6                 |
| Розіграно медалей за день   | Розіграно медалей за день   |        | 24     | 30     | 44      | 55     | 62     | 54     | 58     | 45    | 48    | 56     | 49    | 15    | 540               |
| Разом від початку Олімпіади | Разом від початку Олімпіади |        | 24     | 54     | 98      | 153    | 215    | 269    | 327    | 372   | 420   | 476    | 525   | 540   | 540               |
| Серпень/Вересень 2021       | Серпень/Вересень 2021       | 24 Вів | 25 Сер | 26 Чет | 27 П'ят | 28 Суб | 29 Нед | 30 Пон | 31 Вів | 1 Сер | 2 Чет | 3 П'ят | 4 Суб | 5 Нед | Загалом дисциплін |

## Збірні, що беруть участь
9 грудня 2019 року Всесвітнє антидопінгове агентство (ВАДА) заборонило Росії займатися будь-яким міжнародним спортом терміном на чотири роки після того, як було виявлено, що російський уряд підробляв лабораторні дані, які він надав ВАДА у січні 2019 року як умову відновлення роботи Антидопінгового агентства Росії. В результаті заборони ВАДА дозволило російським спортсменам з індивідуальним дозволом брати участь у літніх Паралімпійських іграх 2020 під нейтральним прапором, як це було ініційовано на зимових Паралімпійських іграх 2018, але їм не буде дозволено брати участь у командних видах спорту. 26 квітня 2021 року було підтверджено, що російські спортсмени представлятимуть Паралімпійський комітет Росії з абревіатурою ПКР (англ. RPC).
Станом на 12 серпня 2021 року наступні 135 Національних паралімпійських комітетів кваліфікувалися до участі в Іграх 2020 року. Бутан і Гаяна дебютують на Паралімпійських іграх, а Соломонові Острови братимуть участь вдруге після пропуску літніх Паралімпійських ігор 2016.
| Збірні, що беруть участь |
| --- |
| - Австралія (177) - Австрія (24) - Азербайджан (12) - Алжир (42) - Ангола (2) - Аргентина (37) - Бахрейн (2) - Бельгія (31) - Бермуди (1) - Білорусь (11) - Болгарія (3) - Боснія і Герцеговина (13) - Ботсвана (2) - Бразилія (253) - Бурунді (2) - Бутан (3) - Вануату (1) - Велика Британія (139) - Венесуела (8) - В'єтнам (7) - Гана (1) - Гаяна (2) - Гватемала (2) - Гвінея (2) - Гонконг (17) - Гренада (1) - Греція (43) - Грузія (4) - Данія (22) - Домініканська Республіка (3) - Еквадор (4) - Естонія (5) - Ефіопія (1) - Єгипет (30) - Замбія (1) - Збірна біженців (6) - Зімбабве (1) - Ізраїль (33) - Індія (54) - Індонезія (23) - Ірак (5) - Іран (62) - Ірландія (29) - Ісландія (2) - Іспанія (139) - Італія (113) - Йорданія (2) - Кабо-Верде (1) - Казахстан (7) - Камбоджа (1) - Камерун (3) - Канада (128) - Катар (1) - Кенія (3) - Китай (230) - Китайський Тайбей (10) - Кіпр (1) - Колумбія (34) - Коста-Рика (2) - Кот-д'Івуар (3) - Куба (5) - Кувейт (1) - Латвія (4) - Лесото (1) - Литва (24) - Ліван (1) - Лівія (1) - Люксембург (1) - Маврикій (3) - Малайзія (22) - Малі (2) - Марокко (25) - Мексика (37) - Мозамбік (2) - Молдова (4) - Монголія (4) - М'янма (1) - Намібія (1) - Нігерія (9) - Нідерланди (48) - Нікарагуа (1) - Німеччина (134) - Нова Зеландія (45) - Норвегія (10) - Об'єднані Арабські Емірати (5) - Оман (2) - Пакистан (1) - Палестина (1) - Панама (3) - Папуа Нова Гвінея (1) - Парагвай (2) - Перу (4) - Південна Корея (66) - ПАР (18) - Північна Македонія (1) - Польща (89) - Португалія (33) - Пуерто-Рико (2) - Олімпійський комітет Росії (181) - Руанда (12) - Румунія (2) - Сальвадор (2) - Саудівська Аравія (2) - Сенегал (1) - Сербія (17) - Сирія (1) - Сінгапур (7) - Словаччина (17) - Словенія (4) - Соломонові Острови (1) - США (174) - Таїланд (41) - Тринідад і Тобаго (2) - Туніс (26) - Туреччина (87) - Туркменістан (1) - Уганда (3) - Угорщина (32) - Узбекистан (20) - Україна (143) - Фіджі (1) - Філіппіни (6) - Фінляндія (10) - Франція (61) - Хорватія (22) - Центральноафриканська Республіка (1) - Чехія (28) - Чилі (20) - Чорногорія (1) - Швейцарія (9) - Швеція (26) - Шрі-Ланка (9) - Ямайка (2) - Японія (175) (господарка) |

### НПК за кількістю спортсменів
| №   | НПК | Країна                           | Спортсменів |
| --- | --- | -------------------------------- | ----------- |
| 1   | BRA | Бразилія                         | 253         |
| 2   | CHN | Китай                            | 230         |
| 3   | ROC | Олімпійський комітет Росії       | 181         |
| 4   | AUS | Австралія                        | 177         |
| 5   | JPN | Японія (господарка)              | 175         |
| 6   | USA | США                              | 174         |
| 7   | UKR | Україна                          | 143         |
| 8   | GBR | Велика Британія                  | 139         |
| 8   | ESP | Іспанія                          | 139         |
| 10  | GER | Німеччина                        | 134         |
| 11  | CAN | Канада                           | 128         |
| 12  | ITA | Італія                           | 113         |
| 13  | POL | Польща                           | 89          |
| 14  | TUR | Туреччина                        | 87          |
| 15  | KOR | Південна Корея                   | 66          |
| 16  | IRI | Іран                             | 62          |
| 17  | FRA | Франція                          | 61          |
| 18  | IND | Індія                            | 54          |
| 19  | NED | Нідерланди                       | 48          |
| 20  | NZL | Нова Зеландія                    | 45          |
| 21  | GRE | Греція                           | 43          |
| 22  | ALG | Алжир                            | 42          |
| 23  | THA | Таїланд                          | 41          |
| 24  | ARG | Аргентина                        | 37          |
| 24  | MEX | Мексика                          | 37          |
| 26  | COL | Колумбія                         | 34          |
| 27  | ISR | Ізраїль                          | 33          |
| 27  | POR | Португалія                       | 33          |
| 29  | HUN | Угорщина                         | 32          |
| 30  | BEL | Бельгія                          | 31          |
| 31  | EGY | Єгипет                           | 30          |
| 32  | IRL | Ірландія                         | 29          |
| 33  | CZE | Чехія                            | 28          |
| 34  | TUN | Туніс                            | 26          |
| 34  | SWE | Швеція                           | 26          |
| 36  | MAR | Марокко                          | 25          |
| 37  | LTU | Литва                            | 24          |
| 38  | INA | Індонезія                        | 23          |
| 39  | DEN | Данія                            | 22          |
| 39  | MAS | Малайзія                         | 22          |
| 39  | CRO | Хорватія                         | 22          |
| 42  | UZB | Узбекистан                       | 20          |
| 42  | CHI | Чилі                             | 20          |
| 44  | RSA | ПАР                              | 18          |
| 45  | HKG | Гонконг                          | 17          |
| 45  | SRB | Сербія                           | 17          |
| 45  | SVK | Словаччина                       | 17          |
| 48  | BIH | Боснія і Герцеговина             | 13          |
| 49  | AZE | Азербайджан                      | 12          |
| 49  | RWA | Руанда                           | 12          |
| 51  | BLR | Білорусь                         | 11          |
| 52  | TPE | Китайський Тайбей                | 10          |
| 52  | NOR | Норвегія                         | 10          |
| 52  | FIN | Фінляндія                        | 10          |
| 55  | NGR | Нігерія                          | 9           |
| 55  | SUI | Швейцарія                        | 9           |
| 55  | SRI | Шрі-Ланка                        | 9           |
| 58  | VEN | Венесуела                        | 8           |
| 59  | VIE | В'єтнам                          | 7           |
| 59  | KAZ | Казахстан                        | 7           |
| 59  | SIN | Сінгапур                         | 7           |
| 62  | EOR | Збірна біженців                  | 6           |
| 62  | PHI | Філіппіни                        | 6           |
| 64  | EST | Естонія                          | 5           |
| 64  | IRQ | Ірак                             | 5           |
| 64  | CUB | Куба                             | 5           |
| 64  | UAE | Об'єднані Арабські Емірати       | 5           |
| 68  | GEO | Грузія                           | 4           |
| 68  | ECU | Еквадор                          | 4           |
| 68  | LAT | Латвія                           | 4           |
| 68  | MDA | Молдова                          | 4           |
| 68  | MGL | Монголія                         | 4           |
| 68  | PER | Перу                             | 4           |
| 68  | SLO | Словенія                         | 4           |
| 75  | BUL | Болгарія                         | 3           |
| 75  | BHU | Бутан                            | 3           |
| 75  | DOM | Домініканська Республіка         | 3           |
| 75  | CMR | Камерун                          | 3           |
| 75  | KEN | Кенія                            | 3           |
| 75  | CIV | Кот-д'Івуар                      | 3           |
| 75  | MRI | Маврикій                         | 3           |
| 75  | PAN | Панама                           | 3           |
| 75  | UGA | Уганда                           | 3           |
| 84  | AUT | Австрія                          | 2           |
| 84  | ANG | Ангола                           | 2           |
| 84  | BRN | Бахрейн                          | 2           |
| 84  | BOT | Ботсвана                         | 2           |
| 84  | BDI | Бурунді                          | 2           |
| 84  | GUY | Гаяна                            | 2           |
| 84  | GUA | Гватемала                        | 2           |
| 84  | GUI | Гвінея                           | 2           |
| 84  | ISL | Ісландія                         | 2           |
| 84  | JOR | Йорданія                         | 2           |
| 84  | CRC | Коста-Рика                       | 2           |
| 84  | MLI | Малі                             | 2           |
| 84  | MOZ | Мозамбік                         | 2           |
| 84  | OMA | Оман                             | 2           |
| 84  | PAR | Парагвай                         | 2           |
| 84  | PUR | Пуерто-Рико                      | 2           |
| 84  | ROU | Румунія                          | 2           |
| 84  | ESA | Сальвадор                        | 2           |
| 84  | KSA | Саудівська Аравія                | 2           |
| 84  | TRI | Тринідад і Тобаго                | 2           |
| 84  | JAM | Ямайка                           | 2           |
| 105 | BER | Бермуди                          | 1           |
| 105 | GHA | Гана                             | 1           |
| 105 | GRN | Гренада                          | 1           |
| 105 | ETH | Ефіопія                          | 1           |
| 105 | ZAM | Замбія                           | 1           |
| 105 | ZIM | Зімбабве                         | 1           |
| 105 | CPV | Кабо-Верде                       | 1           |
| 105 | CAM | Камбоджа                         | 1           |
| 105 | QAT | Катар                            | 1           |
| 105 | CYP | Кіпр                             | 1           |
| 105 | KUW | Кувейт                           | 1           |
| 105 | LES | Лесото                           | 1           |
| 105 | LIB | Ліван                            | 1           |
| 105 | LBA | Лівія                            | 1           |
| 105 | LUX | Люксембург                       | 1           |
| 105 | MYA | М'янма                           | 1           |
| 105 | NAM | Намібія                          | 1           |
| 105 | NCA | Нікарагуа                        | 1           |
| 105 | PAK | Пакистан                         | 1           |
| 105 | PLE | Палестина                        | 1           |
| 105 | PNG | Папуа Нова Гвінея                | 1           |
| 105 | MKD | Північна Македонія               | 1           |
| 105 | SEN | Сенегал                          | 1           |
| 105 | SYR | Сирія                            | 1           |
| 105 | SOL | Соломонові Острови               | 1           |
| 105 | TKM | Туркменістан                     | 1           |
| 105 | FIJ | Фіджі                            | 1           |
| 105 | CAF | Центральноафриканська Республіка | 1           |
| 105 | MNE | Чорногорія                       | 1           |

## Медальний залік
Таблиця медалей станом на 04 вересня 2021 року має наступний вигляд:
| Місце  | Країна                     | 1   | 2   | 3   | Всього |
| ------ | -------------------------- | --- | --- | --- | ------ |
| 1      | Китай                      | 96  | 60  | 51  | 207    |
| 2      | Велика Британія            | 41  | 38  | 45  | 124    |
| 3      | США                        | 37  | 36  | 31  | 104    |
| 4      | Олімпійський комітет Росії | 36  | 33  | 49  | 118    |
| 5      | Нідерланди                 | 25  | 17  | 17  | 59     |
| 6      | Україна                    | 24  | 47  | 27  | 98     |
| 7      | Бразилія                   | 22  | 20  | 30  | 72     |
| 8      | Австралія                  | 21  | 29  | 30  | 80     |
| 9      | Італія                     | 14  | 29  | 26  | 69     |
| 10     | Азербайджан                | 14  | 1   | 4   | 19     |
| 11-86  | Інші НПК                   | 209 | 230 | 279 | 718    |
| Всього | Всього                     | 539 | 540 | 589 | 1668   |